# Aparammoecius balangensis
Aparammoecius balangensis är en skalbaggsart som beskrevs av Rudolph Petrovitz 1958. Aparammoecius balangensis ingår i släktet Aparammoecius och familjen Aphodiidae. Inga underarter finns listade i Catalogue of Life.